# 野口アヤ
野口 アヤ（のぐち アヤ、1969年5月29日 - ）は、日本のファッションデザイナー、クリエイター。東京都練馬区出身。

## 来歴
東京都杉並区生まれ。20代まで練馬区に住む。
1988年、東京都立井草高等学校卒業後、武蔵野美術大学（空間演出デザイン学科ファッションデザインコース）に入学。小池一子に師事する。画文家の大田垣晴子は同級生。
1992年、武蔵野美術大学卒業後、アシスタントデザイナーとして中野裕通、大西厚樹の元で勤務後、「ATSUKI ONISHI」チーフデザイナーを経て、2000年に独立。夫のチダコウイチと共に株式会社フレーバを設立、「FiLLY O’ LYNX（フィリーオーリンクス）」を立ち上げる。当時の東京ガールズブランドブームにも乗り人気を博す。
2003年、子供服の「COOKIE FORTUNE」を立ち上げ、主要百貨店で展開。2004年、代官山の裏通りに当時築80年となる日本家屋をリノベーションし、「Balcony（バルコニー）」をオープンさせ、オリジナルブランド「Balcony and Bed」も加えて、当時まだ珍しかったオーガニックコスメやアンティーク・ヴィンテージアイテムなども自らセレクトし古民家のリノベーションと相まってライフスタイル提案もするファッションブランドショップとして話題のスポットとなる。
2005年に湘南秋谷に居を構え、都内と行き来する生活を開始、注目される。
2017年秋、ブランド「Balcony and Bed」を終了し、ショップだった日本家屋をアートギャラリーとして改装、「SISON GALLERy（シソンギャラリー）」をオープンする。
2018年より約1年間の期間限定でダッチワックス生地を使ったブランド「AYAYA」のディレクションとデザインに参加、話題となる。　同年、アイウエアのZoffのスタッフユニフォームをデザインする。
2019年に自身のブランド 「ayanoguchiaya（アヤノグチアヤ）」を発表。